# Флейшер, Владимир Натанович
Влади́мир Ната́нович Фле́йшер (род. 16 марта 1948, Чкалов) — российский театральный деятель. Заслуженный работник культуры Российской Федерации (1995)

## Биография
После службы в армии поступил на историко-филологический факультет Оренбургского педагогического института, который окончил в 1974 году. В 1974—1981 годах преподавал русский язык и литературу в средней школе, был завучем, затем директором школы. Занимался в литературном объединении им. Мусы Джалиля (ныне — имени В. И. Даля).
С 1981 года Флейшер был директором, а с 1991 года художественным руководителем Оренбургского государственного областного театра кукол. В 1994 году избран председателем Оренбургского отделения Союза театральных деятелей РФ, а в 1995 году назначен председателем комитета по культуре и искусству Администрации Оренбургской области (Глава администрации области В. В. Елагин). В 1998 переехал в Германию на постоянное место жительства. В 1998—2002 годах работал по контрактам в Германии и Франции.
С 2002 года Владимир Флейшер работает в Москве. В 2002—2013 годах в качестве директора возглавлял Центр им. Вс. Мейерхольда. 6 марта 2013 года, в связи с отставкой Валерия Золотухина, был назначен директором Театра на Таганке. Контракт заключён сроком на один год. С сентября 2015 года заместитель художественного руководителя Театра «Эрмитаж».
Владимир Флейшер — автор нескольких сборников лирических стихотворений.

## Литературные произведения
- «Снег перезревший» (1998)
- «Закулисье» (2000)
- «У Бога на виду» (2003)
- «Божья тварь» (2008)